# Frasera albomarginata
Frasera albomarginata är en gentianaväxtart som beskrevs av S. Wats.. Frasera albomarginata ingår i släktet Frasera och familjen gentianaväxter. Utöver nominatformen finns också underarten F. a. albomarginata.